# Grand-Charmont
Grand-Charmont és un municipi francès situat al departament del Doubs i a la regió de Borgonya - Franc Comtat. L'any 2007 tenia 4.850 habitants.

## Demografia

### Població
El 2007 la població de fet de Grand-Charmont era de 4.850 persones. Hi havia 1.940 famílies de les quals 572 eren unipersonals (264 homes vivint sols i 308 dones vivint soles), 640 parelles sense fills, 572 parelles amb fills i 156 famílies monoparentals amb fills.
La població ha evolucionat segons el següent gràfic:
Habitants censats

### Habitatges
El 2007 hi havia 2.135 habitatges, 1.976 eren l'habitatge principal de la família, 6 eren segones residències i 153 estaven desocupats. 976 eren cases i 1.149 eren apartaments. Dels 1.976 habitatges principals, 1.039 estaven ocupats pels seus propietaris, 928 estaven llogats i ocupats pels llogaters i 9 estaven cedits a títol gratuït; 6 tenien una cambra, 159 en tenien dues, 411 en tenien tres, 672 en tenien quatre i 728 en tenien cinc o més. 1.429 habitatges disposaven pel capbaix d'una plaça de pàrquing. A 1.019 habitatges hi havia un automòbil i a 638 n'hi havia dos o més.

### Piràmide de població
La piràmide de població per edats i sexe el 2009 era:
| Homes | Edats   | Dones |
| ----- | ------- | ----- |
| 0     | 95 o +  | 4     |
| 8     | 90 a 94 | 8     |
| 16    | 85 a 89 | 53    |
| 24    | 80 a 84 | 32    |
| 68    | 75 a 79 | 104   |
| 90    | 70 a 74 | 140   |
| 166   | 65 a 69 | 187   |
| 145   | 60 a 64 | 184   |
| 179   | 55 a 59 | 122   |
| 206   | 50 a 54 | 187   |
| 102   | 45 a 49 | 211   |
| 168   | 40 a 44 | 154   |
| 120   | 35 a 39 | 154   |
| 221   | 30 a 34 | 186   |
| 112   | 25 a 29 | 146   |
| 159   | 20 a 24 | 141   |
| 236   | 15 a 19 | 169   |
| 132   | 10 a 14 | 206   |
| 158   | 5 a 9   | 180   |
| 158   | 0 a 4   | 97    |

## Economia
El 2007 la població en edat de treballar era de 2.937 persones, 1.871 eren actives i 1.066 eren inactives. De les 1.871 persones actives 1.516 estaven ocupades (847 homes i 669 dones) i 355 estaven aturades (176 homes i 179 dones). De les 1.066 persones inactives 318 estaven jubilades, 251 estaven estudiant i 497 estaven classificades com a «altres inactius».

### Ingressos
El 2009 a Grand-Charmont hi havia 2.112 unitats fiscals que integraven 5.179,5 persones, la mediana anual d'ingressos fiscals per persona era de 15.423 €.

### Activitats econòmiques
Dels 70 establiments que hi havia el 2007, 1 era d'una empresa alimentària, 1 d'una empresa de fabricació d'altres productes industrials, 9 d'empreses de construcció, 22 d'empreses de comerç i reparació d'automòbils, 5 d'empreses de transport, 4 d'empreses d'hostatgeria i restauració, 2 d'empreses d'informació i comunicació, 5 d'empreses financeres, 2 d'empreses immobiliàries, 5 d'empreses de serveis, 8 d'entitats de l'administració pública i 6 d'empreses classificades com a «altres activitats de serveis».
Dels 20 establiments de servei als particulars que hi havia el 2009, 1 era una oficina de correu, 3 oficines bancàries, 2 tallers de reparació d'automòbils i de material agrícola, 1 taller d'inspecció tècnica de vehicles, 2 guixaires pintors, 2 fusteries, 2 lampisteries, 1 electricista, 4 perruqueries i 2 restaurants.
Dels 6 establiments comercials que hi havia el 2009, 1 era un hipermercat, 1 una botiga de més de 120 m², 1 una botiga de menys de 120 m², 1 una fleca, 1 una peixateria i 1 una botiga d'electrodomèstics.

## Equipaments sanitaris i escolars
El 2009 hi havia 1 hospital de tractaments de mitja durada (seguiment i rehabilitació), 1 centre de salut i 3 farmàcies.
El 2009 hi havia 2 escoles maternals i 3 escoles elementals. Grand-Charmont disposava d'un col·legi d'educació secundària amb 186 alumnes.

## Poblacions més properes
El següent diagrama mostra les poblacions més properes.